# لباس (كرة قدم)

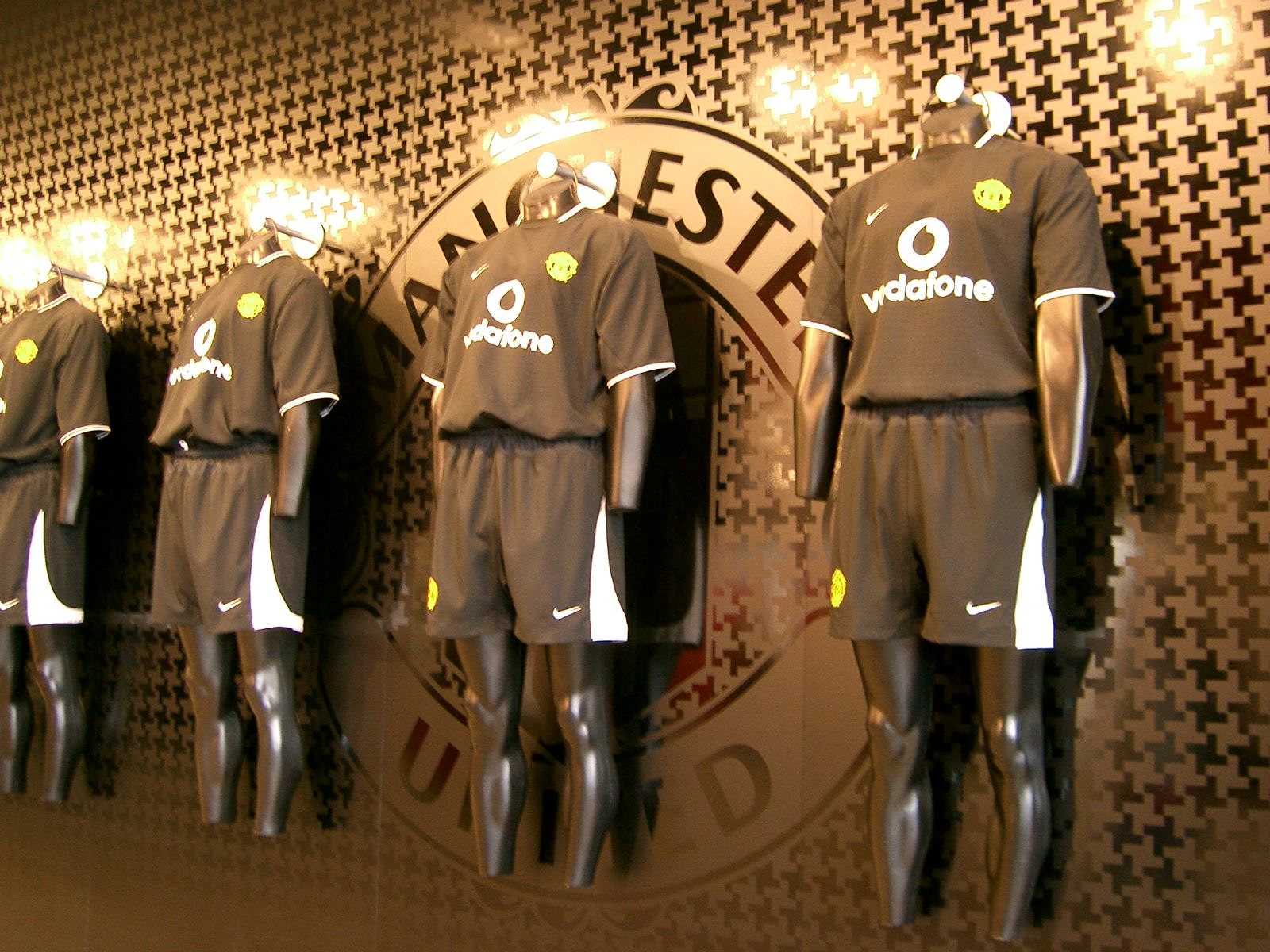
صورة لملابس نادي مانشستر يونايتد

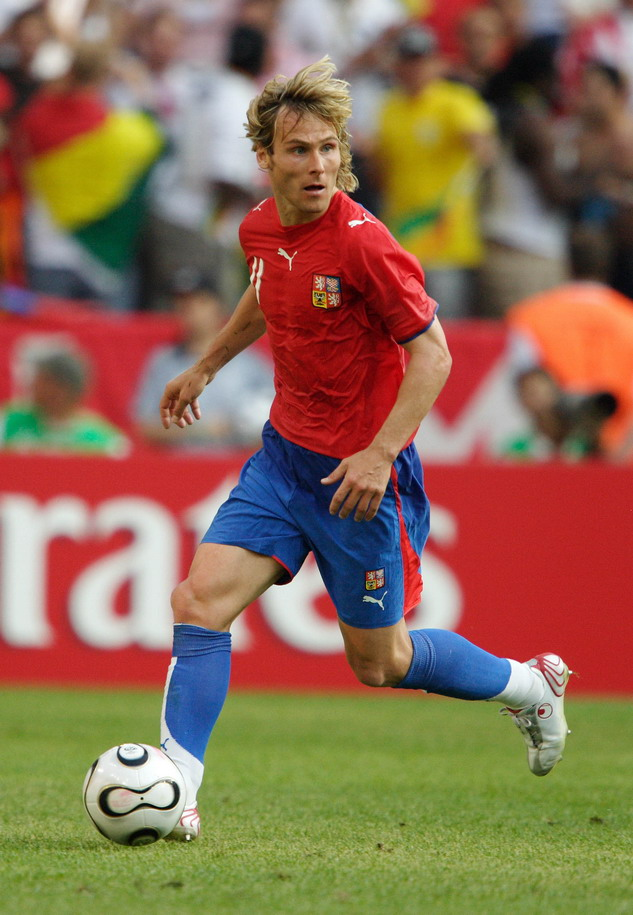
بافل نيدفيد في 2006 وهو يرتدي لباس كرة قدم حديث تقليدي

الملابس في كرة القدم يشير المصطلح إلى جميع الملابس والاكسسوارات والملحقات التي يستخدمها عناصر لعبة كرة القدم والمنصوص عليها في القانون الرابع لقوانين لعبة كرة القدم. في لعبة كرة القدم يستخدم كل فريق زي موحد بلون مختلف عن الفريق المنافس. تحدد قواعد الرياضة الحد الأدنى من المعدات التي يجب على اللاعب استخدامها، وتحظر أيضًا استخدام أي شيء يشكل خطورة على اللاعب أو أي مشارك آخر. قد تنص المسابقات الفردية على مزيد من القيود، مثل تنظيم حجم الشعارات المعروضة على القمصان، والنص على أنه في حالة وجود مباراة بين فرق ذات ألوان متطابقة أو مشابهة، يجب على الفريق الضيف تغيير ملابس ذات ألوان مختلفة. ويتم وضع أرقام تعريفية على ظهر قمصانهم ما بين 1 إلى 23 في البطولات الرسمية بينما في الأندية والمباريات الودية يسمح باختيار أرقام من 1 الي 99. في الأصل كان فريق من اللاعبين يرتدون أرقامًا من 1 إلى 11، والتي تتوافق تقريبًا مع مراكز لعبهم، ولكن على المستوى الاحترافي تم استبدال هذا بشكل عام بترقيم الفريق، حيث يتم تخصيص رقم ثابت لكل لاعب في الفريق طوال مدة الموسم. عادةً ما تعرض الأندية المحترفة أيضًا الاسم الأخير للاعبين أو ألقابهم على قمصانهم، أعلى (أو في حالات نادرة، أسفل) أرقام فرقهم.
تطورت كرة القدم بشكل كبير منذ نشأة هذه الرياضة، حيث ارتدى اللاعبون وقتها القمصان القطنية السميكة، وياقات عريضة وثقيلة والأحذية من جلود ضخمة وسميكة. وفي القرن العشرين أصبحت الأحذية أخف وزنا وأكثر ليونة، وأصبحت السراويل قصيرة إلى منطقة الركبة، التقدم الكبير في صناعة الملابس والطباعة سمح ليكون هناك ألياف تركيبية أخف وزنا مع التصاميم الملونة بشكل متزايد ومعقدة. مع صعود عالم الإعلانات في القرن 20، بدأت الشعارات الراعية للظهور على القمصان، كما تُباع أيضا للجمهور مما أدى إلى تحقيق ايرادات مالية عالية للأندية.

## التجهيزات

### الأساسية

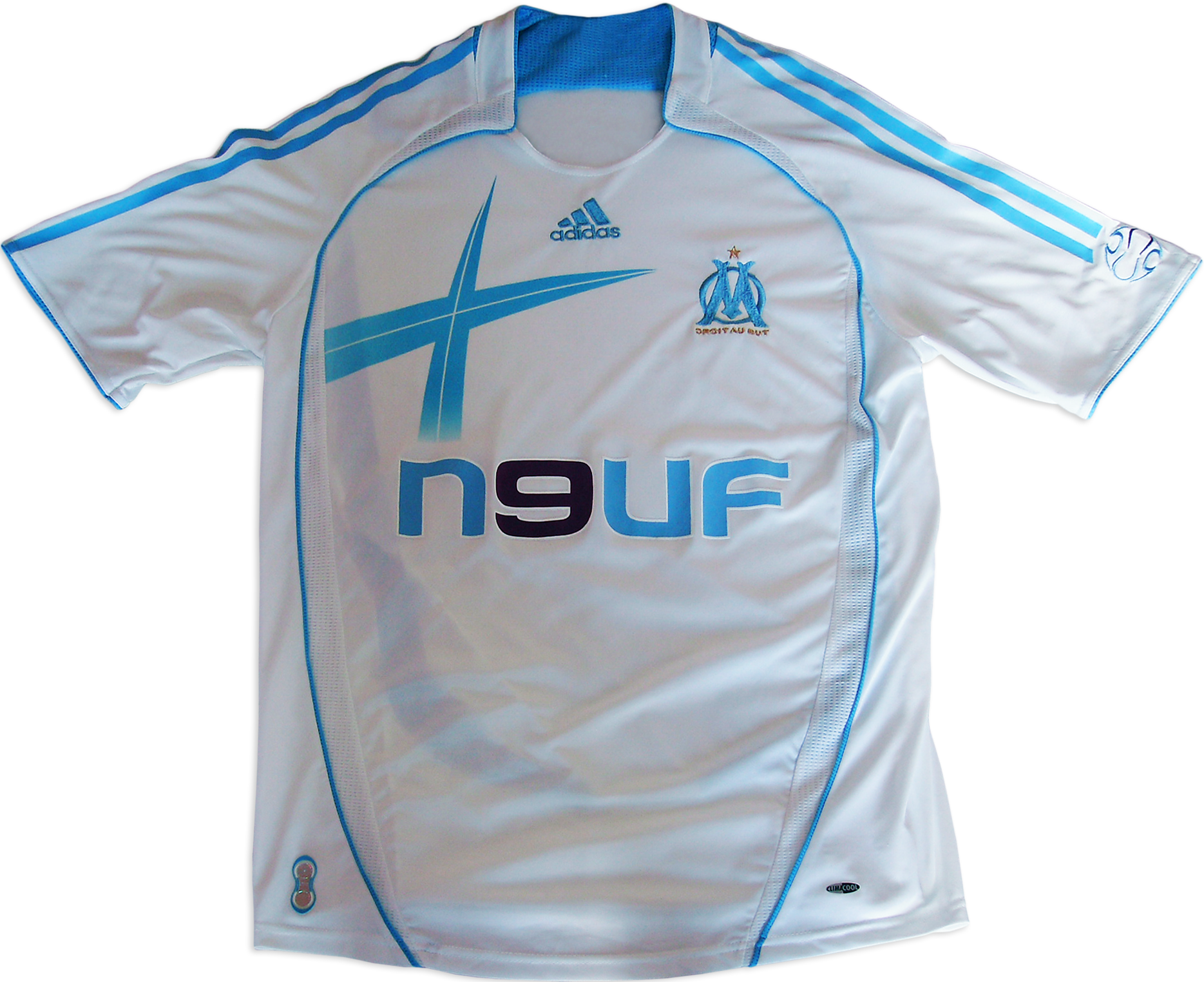
صورة لقميص نادي أوليمبك مارسيليا

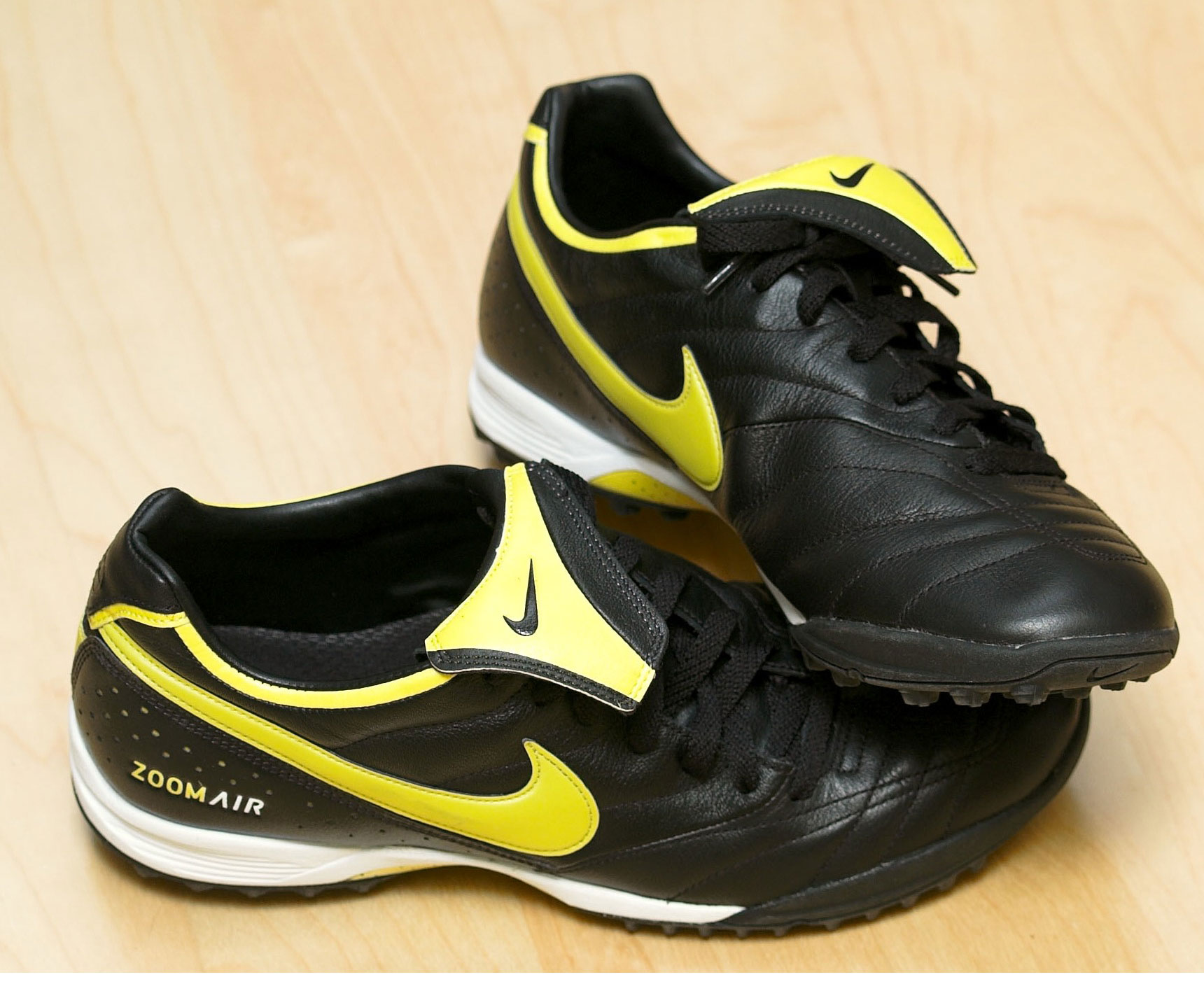
صورة للحذاء المستخدم في لعبة كرة القدم

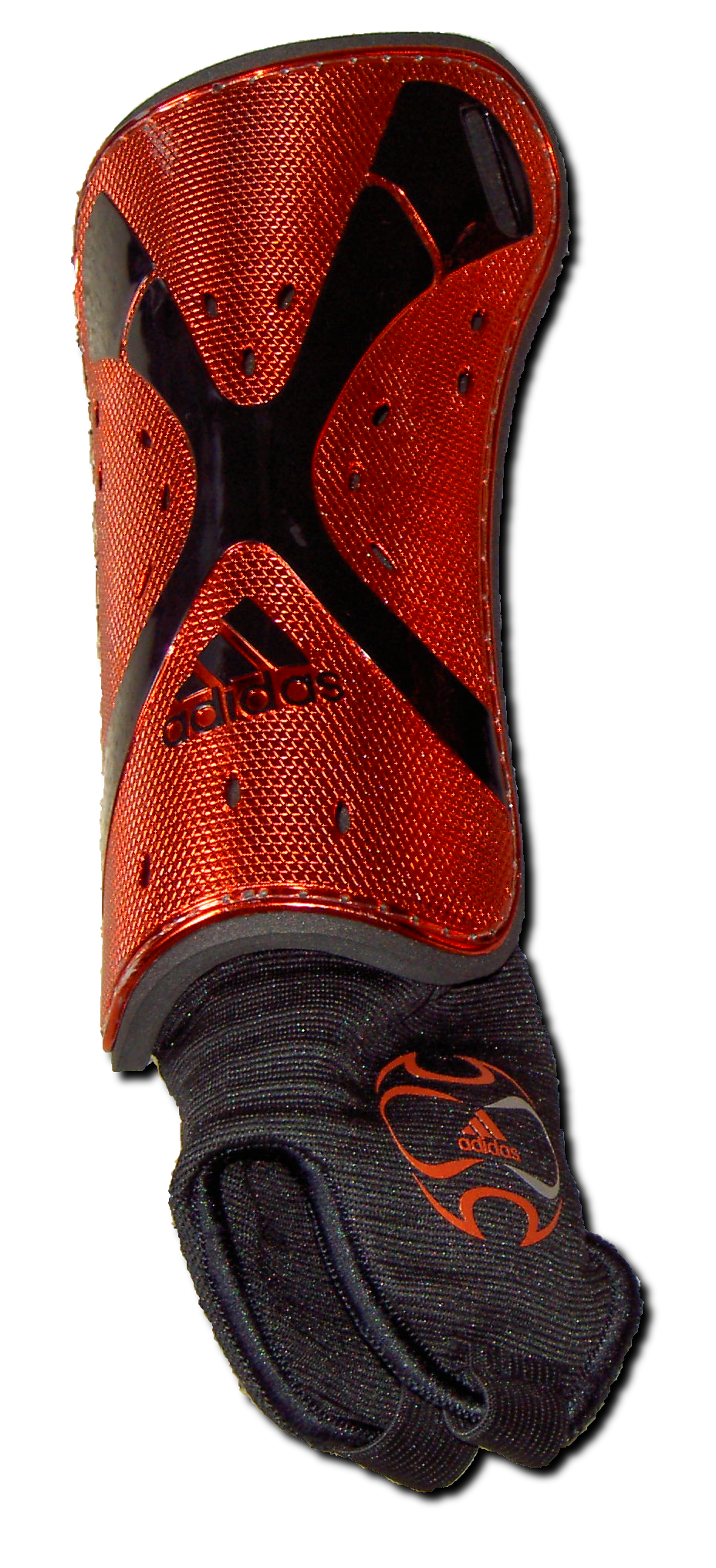
صورة لواقي قصبة الساق أحد التجهيزات الأساسية لكرة القدم

وفقا للقانون الرابع لكرة القدم فإن الملابس والتجهيزات الأساسية للاعب كرة القدم والتي لا يمكن إتمام اللعب بدونها هي:
قميصتُصنع القمصان عادة من شبكة من البوليستر، والتي لا تحبس العرق وحرارة الجسم بنفس الطريقة التي تصنع بها القمصان المصنوعة من الألياف الطبيعية. معظم الأندية المحترفة لديها شعارات الرعاة على الجزء الأمامي من قمصانهم، والتي يمكن أن تولد مستويات كبيرة من الدخل، كما يقدم البعض للرعاة الفرصة لوضع شعاراتهم على الجزء الخلفي من قمصانهم. اعتمادًا على القواعد المحلية، قد تكون هناك قيود على حجم هذه الشعارات أو على الشعارات التي يمكن عرضها. قد تتطلب مسابقات مثل الدوري الإنجليزي الممتاز أيضًا من اللاعبين ارتداء رقع على أكمامهم تصور شعار المسابقة. عادةً ما تتم طباعة رقم اللاعب على الجزء الخلفي من القميص، على الرغم من أن الفرق الدولية غالبًا ما تضع أرقامًا على المقدمة، وتطبع الفرق المحترفة بشكل عام لقب اللاعب فوق رقمه. عادةً ما يُطلب من قائد كل فريق ارتداء شارة مطاطية حول الكم الأيسر لتعريفه كقائد للحكم والمشجعين.
سروال قصير أو الشورتيصل إلى منطقة الركبة بعد أن كان قصيرا حتى عام 1994
جوربجورب طويل يصل إلى أسفل الركبة بقليل
حذاءحذاء من الجلد به بروز قصير في الأسفل لكي يسمح للاعبين باللعب على المسطحات العشبية دون التعرض للانزلاق.
واقي لقصبة الساقتصنع من مواد صلبة لحماية قصبة الساق من أية أضرار ويتم ارتدائها أسفل الجورب.
أما بالنسبة لحارس المرمى يمكنه اللعب بسروال طويل. ويقوم حارس المرمي بارتداء لون مميز عن باقي الفريق لسهول تمييزه في الملعب.
يعتبر خلع القميص أثناء اللعب أمر مخالف لقوانين اللعبة ويتم معاقبة مرتكبها بالبطاقة الصفراء. وفي حالة خلع الحذاء يتم إيقاف اللعب حتي يقوم اللاعب بارتداءه مرة أخرى. ولا يمكن أن يستمر في اللعب دون ارتداءه.
كل فريق يقوم باختيار طاقم أساسي وطاقم ثاني بألوان مختلفة، ووجد مؤخرا مع بعض الأندية الاحترافية اختيار طاقم ثالث. لكل فريق حق اختيار الألوان والتصميم وتعديله في أي وقت يشاء. ويمكن أيضا للأندية وضع شعارات الفريق أو شعار البطولات أو شعارات شركات راعاة عليها. في بعض البطولات الرسمية يلزم الفريق المشارك بطباعة شعار البطولة على قمصانه.

### ثانوي (اختياري)
من التجهيزات الثانوية (التي يمكن ممارسة اللعب بدونها) هي: القفاز بالنسبة لحارس المرمى، يمكن لحارس المرمى أيضا اللعب بدون قفاز حيث سجلت في بطولة يورو 2004 قيام الحارس البرتغالي ريكاردو باريرا من خلع قفازه أثناء مباراة ربع النهائي مع إنجلترا ويمكن للاعب خلع الواقي أثناء اللعب.
من الأكسسوارات المسموح بها هي: ارتداء شرائط عرق أو اساور كزينة علي اليد، ويمكنه أيضا ارتداء رباط أو شريط علي الرأس، ويمكن للاعب أيضا ارتداء قفاز صوف وقميص داخلي في الظروف الباردة. كما يسمح في ظروف استثنائية ارتداء نظارة واقية مثل اللاعب الهولندي إدغار ديفيدز حيث كان يعاني من المياة الزرقاء أو الجلاكوما. ولا يسمح للاعب بارتداء خواتم أو أي قمصان داخلية مطبوعة عليها أي شعارات من أي نوع، ويتم معاقبة اللاعب الذي يخالف ذلك بالبطاقة. كما يرتدي بعض حراس المرمى قناع واقِ مصنوع من ألياف الكربون ويبلغ وزنه حوالي 65 غرامًا للحماية من الإصابات أثناء الالتحامات أو تصويب الكرة باتجاه المرمى.

### ملابس الحكم
يرتدي الحكام والحكام المساعدون والحكم الرابع أطقمًا ذات طراز مماثل لتلك التي يرتديها اللاعبون. حتى الخمسينيات من القرن الماضي، كان من الشائع أن يرتدي الحكم سترة بدلًا من القميص. يرتدي المسؤولون قمصانًا ذات ألوان مختلفة عن تلك التي يرتديها الفريقان وحراس المرمى. الأسود هو اللون التقليدي الذي يرتديه المسؤولون، ويستخدم "الرجل ذو الرداء الأسود" على نطاق واسع كمصطلح غير رسمي للحكم، على الرغم من استخدام ألوان أخرى بشكل متزايد في العصر الحديث لتقليل تضارب الألوان. كانت بطولة كأس العالم 1994 هي الأولى التي استغنى فيها الفيفا عن الأطقم السوداء للحكام، حيث سمحت لهم بارتداء أي ألوان أخرى بشرط أن تكون مختلفة عن ألوان اللاعبين وحراس المرمى،أحيانًا ما يكون للحكام شعارات الرعاة على قمصانهم، على الرغم من أن هذه الشعارات تقتصر عادةً على الأكمام. كما يسمح للحكم حديثاً ارتداء البخاخ في حزامه.

## المصدر
- نص لصيغة القانون الرابع للعبة كرة القدم - بصيغة PDF